# Supermarine Seafire
Супермарин Сифайр (англ. Supermarine Seafire) — британский палубный истребитель времён Второй мировой войны. Создан на базе знаменитого истребителя Supermarine Spitfire.

## История
Этот самолёт был создан как вынужденная мера из-за отсутствия в Англии истребителя, способного действовать с палубы авианосца и при этом сражаться на равных с сухопутными машинами. «Уайлдкэты», «Фалмэры» и «Си Харрикейны», составлявшие основу истребительной части палубной авиации, не могли эффективно связать боем вражеские перехватчики и имели мало шансов против Bf-109F. Первоначально новый самолёт должен был по традиции называться «Си Спитфайр», но затем название сократили до «Сифайр».
Пилоты, узнав об этих планах, отнеслись к ним с большим недоверием, по мнению лётчиков, «Сифайр» просто не выдержал бы грубых посадок с использованием аэрофинишера и катапультных стартов. Особенное страх вызывало шасси, чья малая колея и довольно хлипкая конструкция явно не предусматривали посадок с вертикальной скоростью 4,6 м/с, принятой для авианосцев.

### Модификации с двигателем Merlin
Поставки первых «Сифайров» Mk.I начались 15 июля 1942 года, их переделывали из серийных «Спитфайров VB». Из-за переделок вес самолёта увеличился примерно на 5 %. Из-за того, что прибывшие на переделку самолёты были самых разных версий, то встречались моторы типов 45, 46, 50, 50А, 55 и 56 с тропическими фильтрами и без, с укороченными крыльями и нормальными. Из этого зоопарка удалось собрать всего лишь одну боеспособную эскадрилью на авианосце «Фьюриэс». «Сифайр» Mk.IIС начал производиться на заводе одновременно с переделками, от них он отличался более прочной конструкцией, наличием катапультных захватов и на 24-27 км меньшей скоростью.
Конструкция американских самолётов имела огромный запас прочности, поскольку машины эксплуатировались в открытом океане и к ним предъявлялись повышенные требования, прежде всего, в плане надёжности и удобству управления, чему остальные характеристики могли приноситься в жертву. Но несмотря на это у Grumman F6F Hellcat они были выше чем у «Сифайра». «Сифайр» с Мерлином до сих пор считается крайне неудачным самолётом. Почти в каждой книге, посвящённой «Сифайру» имеется раздел, где самолёт критикуется, в сравнении с американскими палубными истребителями.

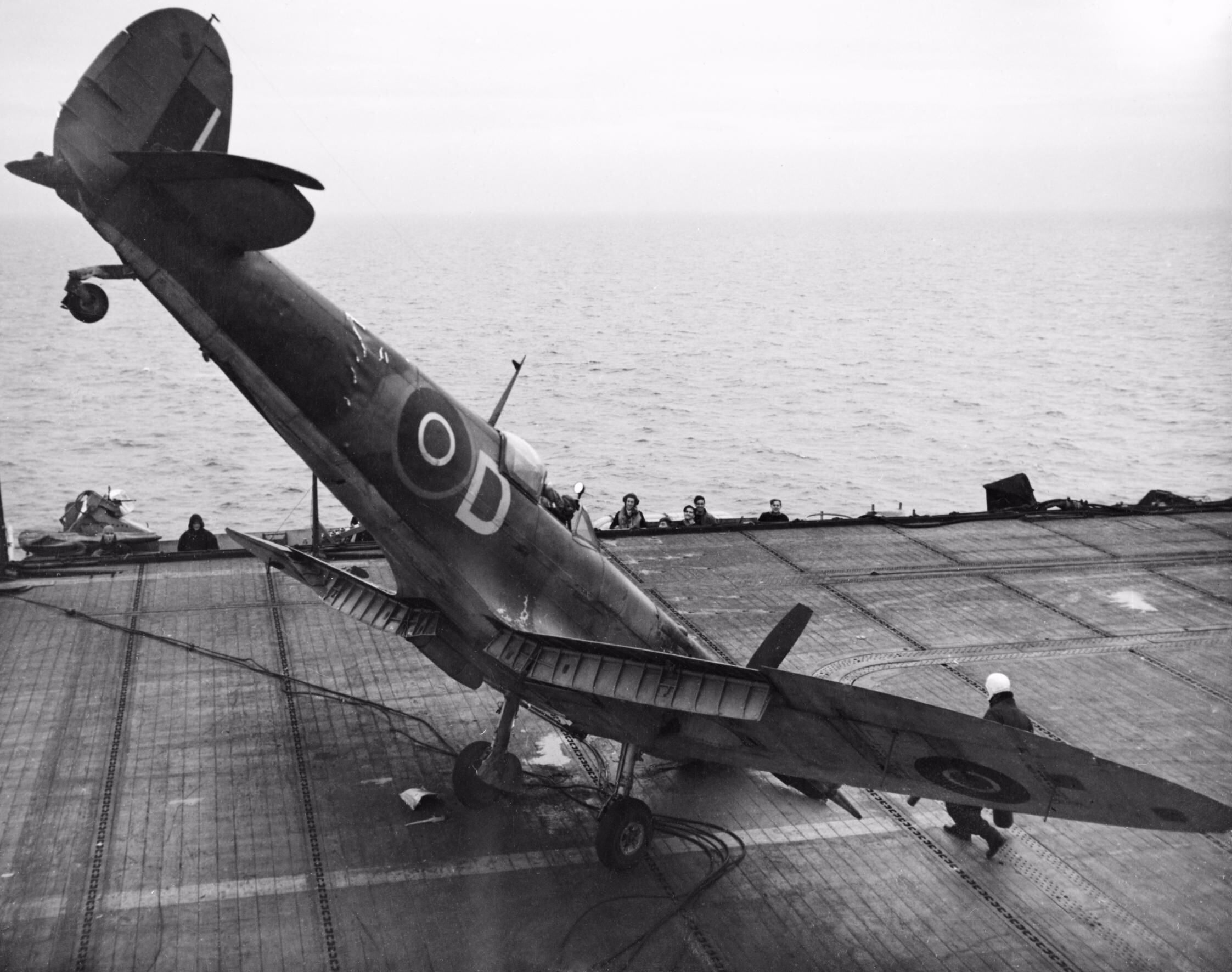
Самолёт Supermarine Seafire на корабле HMS SMITER после аварии при посадке, 1944 год

Над морем бои обычно ведутся на небольших высотах. На «Сифайре» испытали двигатель «Мерлин 32», развивавший максимальную мощность у земли. Новый двигатель обеспечил прирост характеристик на малых высотах. Самолёт назвали «Сифайр L.IIC». Эти машины отличались четырёхлопастным винтом и пиротехническим стартером Коффмана. Разбег Mk.L.IIC без выпущенных закрылков был короче, чем у Mk.IIC с закрылками, но посадочные характеристики хуже. Начал выпускаться марта 1943 года. На некоторое время он стал лучшим на малых высотах палубным истребителем.
9 августа началась операция «Эваланч» (англ. Operation Avalanche, штурм Салерно), ставшая чёрным часом «Сифайров». 106 самолётов «Сифайр» Mk.LIIC с пяти эскортных авианосцев осуществляли воздушное прикрытие кораблей. Стоял полный штиль. Истребители при посадке не могли использовать встречный ветер, часто проскакивали тросы аэрофинишера, обрывали крюки. За два дня разбилось 42 самолёта. В итоге стало ясно, что посадочный крюк недостаточно прочен, и в начале сентября Эрик Браун испытал на эскортном авианосце «Ревейджер» «Сифайр» с усиленным крюком, в дальнейшем устанавливавшимся на все Mk.II.
Массовая гибель «Сифайров» в операции «Эваланч» сильно подорвала их репутацию. Seafire имел очень малый радиус действия даже с подвесными баками, он не позволял им сопровождать ударные самолёты и сильно ограничивало область применения.
Уже с середины 1943 года британцы приступили к перевооружению своих эскадрилий на «Косары I». Эскадрильи, оснащённые «Корсарами» готовились к боевым действиям на океанских просторах. Британские «Корсары» несколько отличались от оригинальных. В частности, из-за меньших размеров самолётоподъёмников британских авианосцев, пришлось укоротить плоскости крыла на восемь дюймов.
К концу войны в составе Fleet Air Arm имелось уже 18 эскадрилий «Корсаров».
В Американских эскадрильях основу составляли Хеллкеты. Американские адмиралы сочли «Корсар» чрезмерно сложным на взлёте и посадке для палубного лётчика средней квалификации. Британцы считали Корсар более легкоуправляемым, чем «Сифайр».

#### ТТХ Seafire Mk.II
Seafire Mk.IIС
Технические характеристики
- Экипаж: 1 человек
- Длина: 9,12 м
- Высота: 3,02 м
- Площадь крыла: 22,48 м²
- Масса пустого: 2160 кг
- Максимальная взлётная масса: 3175 кг
- Силовая установка:  ×  1 ПД Rolls-Royce Merlin 45
- Мощность двигателей:  × 1 х 1470 л. с.

Лётные характеристики
- Максимальная скорость: 536 км/ч
- Практическая дальность: 1215 км
- Практический потолок: 9750 м
- Скороподъёмность: 1240 м/мин

Вооружение
- Стрелково-пушечное: две 20-мм пушки и четыре 7,69-мм пулемёта
- Бомбы: одна 227-кг (500- фунтов) бомба

### Модификации с двигателем Griffon
В ноябре 1944 года Британское Адмиралтейство издало приказ № 7/44, обговаривающий план по созданию палубного истребителя на базе «Спитфайра» Mk.21.
Модификация Mk.45
1. Двигатель «Грифон 60» с двухступенчатым нагнетателем
2. Усиленное шасси (по сравнению с шасси от Mk.21)
3. Посадочный гак типа «жало»
4. Крепления для захватов катапульты

Крыло было решено оставить нескладывающимся. Первый самолёт (получивший название «Сифайр» Mk.45) был испытан в Фарнборо. Пилотом был Э. Браун. Ему понравилась лёгкость и простота пилотирования — пилот был доволен. Фирма «Супермарин» предложила установить на самолёте вместо одиночного 5-лопастного винта «Ротол» пару трёхлопастных соосных винтов противоположного вращения. Mk.45 был построен малой серией лишь в 50 машин. Из-за крутящего момента взлетать с авианосцев не получалось, как боевые не использовались. Самолёт имел худшие штопорные характеристики, чем предшественник.
После войны, а именно в июне 1945-го, в воздух поднялся следующий экспериментальный «Сифайр» — Mk.46, который получил мотор «Грифон 85» с непосредственным впрыском. Теперь это был летающий стенд для новых соосных винтов. Mk.46 испытали и на обычных наземных аэродромах, так и на авианосцах. На последних самолёт особенно хорошо себя проявил, поэтому принято было решение сконструировать на его основе полноценный палубный истребитель. Последние машины получили увеличенное вертикальное оперение от Спитфаера 24. Часть машин собрали с карбюраторным «Грифон 87». Все самолёты использовались как учебные.
В отличие от ранних модификаций, Mk.46 и Mk.47 не были истребителями, это были многоцелевые самолёты — разведчики, штурмовики и истребители-бомбардировщики.

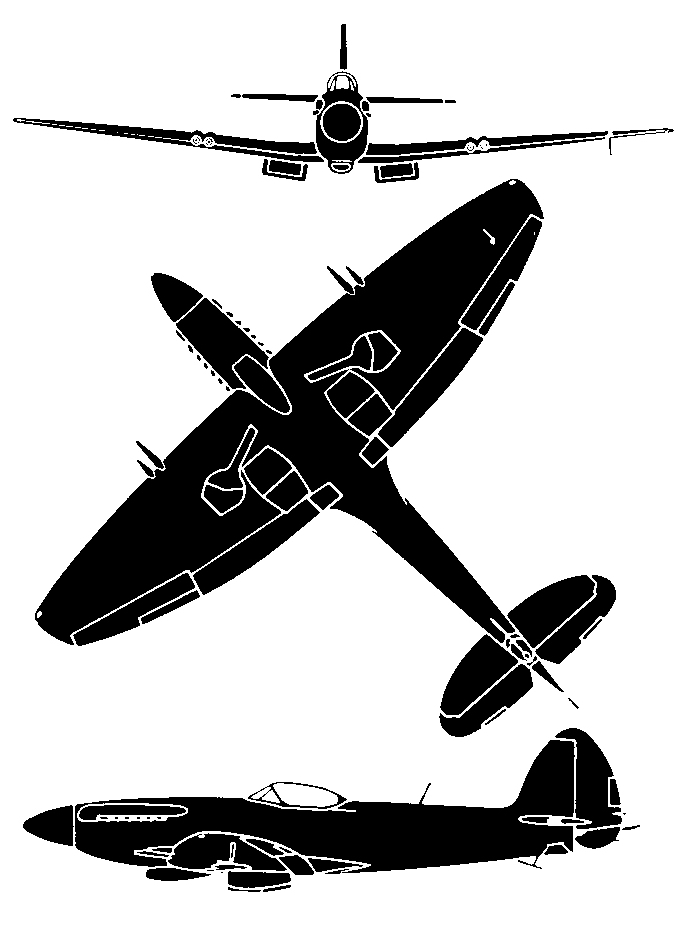
Чертежи

В начале 1947 года этот самолёт был создан и запущен в производство под названием «Сифайр» Mk.47.
Модификация Mk.47
1. Гидравлически складываемое крыло
2. Двигатель «Гриффон 88»

#### Эксплуатация

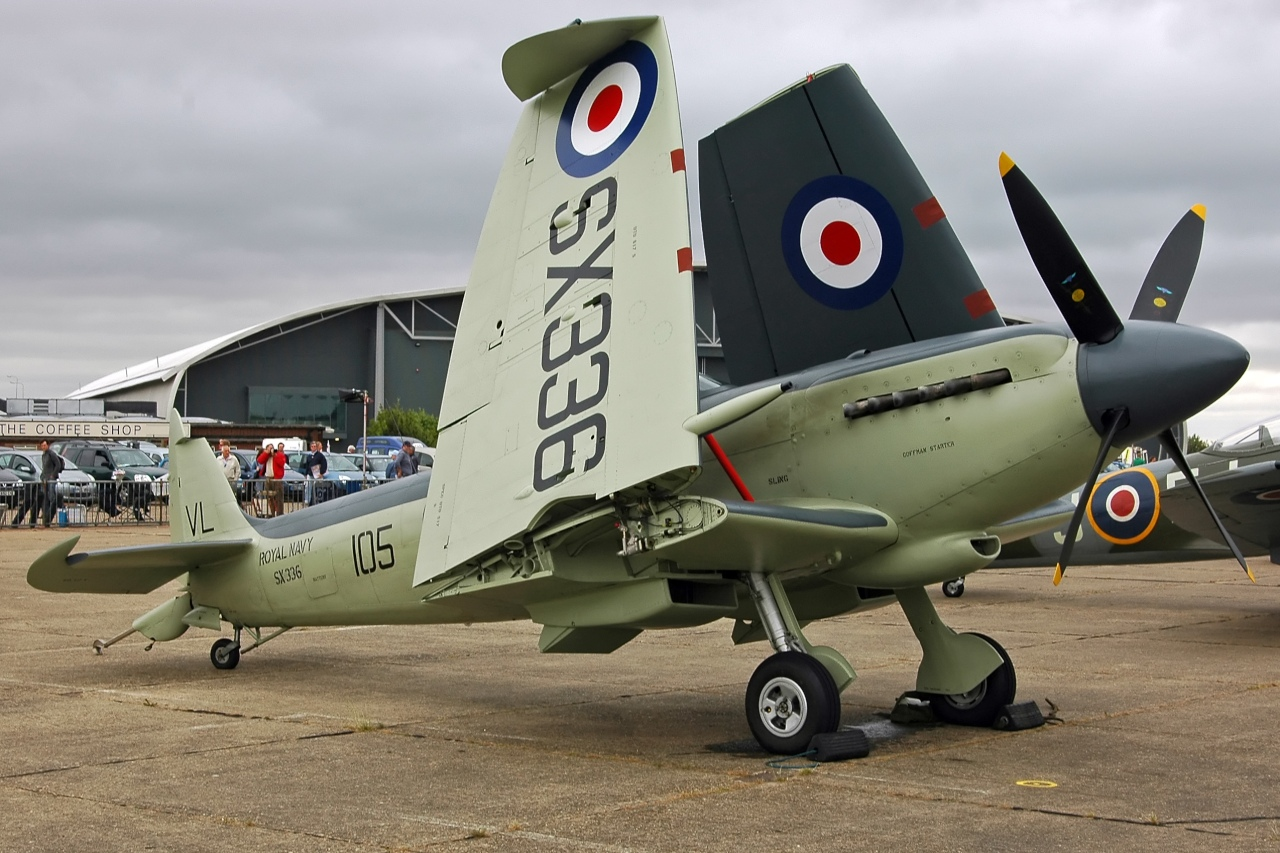
Seafire со сложенными крыльями

В августе 1946 года четыре эскадрильи британского флота получили на вооружение «Сифайры» XV. Одна из них сразу пересела на Mk.XVII. «Сифайры» Mk.XV стали служить на авианосцах «Венерэбл», «Оушен» и «Глори», а Mk.XVII долгий промежуток времени находились в подчинении 2-й тактической воздушной армии и базировались на Любек. В апреле 1947 года самолёты Mk.XVII ненадолго поступили в авиакрыло авианосца «Оушен» но уже через полгода эскадрилью, оснащённую ими, передали в состав австралийского флота и пересадили на «Си Фьюри».
Первой эскадрилью авиации Королевских ВМС, оснащённой «Сифайрами» Mk.47 стала 800-я. Эскадрилья входила в авиакрыло авианосца «Триумф». В сентябре 1949 года, после того как корабль прибыл в Сингапур, его палубные самолёты перебазировались на военно-воздушную базу Сембаванг. Там они активно участвовали в ударах по силам антибританских партизан в Малайе.
Во время Корейской войны (1950—1953), «Сифайры» хорошо зарекомендовали себя, но как говорили сами пилоты, слишком быстро ломались. Главным слабым местом самолёта являлся хвост. Исправные «Сифайры», отдалённые от зоны боевых действий, переводились в эскадрильи ПВО.
Всего в ходе Корейской войны было потеряно 17 самолётов.
Seafire эксплуатировался всю Корейскую войну, но потом был снят с вооружения как устаревший, в конце 1953 года и заменён на самолёт «Си Фьюри».

## Тактико-технические характеристики
ТТХ для Supermarine Seafire Mk.47:
Технические характеристики
- Экипаж: 1 человек
- Длина: 10.46 м
- Высота: 3.88 м
- Площадь крыла: 22.66 м²
- Масса пустого: 3938 кг
- Нормальная взлётная масса: 4627 кг
- Максимальная взлётная масса: 5730
- Силовая установка:  ×  1 ПД Rolls Royce Griffon 88
- Мощность двигателей:  × 1 х 2350 л. с.

Лётные характеристики
- Максимальная скорость: 760 км/ч
- Практическая дальность: 1515 км
- Практический потолок: 13 135 м
- Скороподъёмность: 1464 м/мин

Вооружение
- Стрелково-пушечное: четыре 20-мм пушки
- Бомбы: три 227-кг (500- фунтов) бомбы